# NGC 2556
NGC 2556 is een lensvormig sterrenstelsel in het sterrenbeeld Kreeft. Het hemelobject werd op 17 februari 1865 ontdekt door de Duitse astronoom Albert Marth.

## Synoniemen
- ZWG 119.45
- NPM1G +21.0177
- PGC 23325